# 東阿里關
東阿里關，是臺灣高雄市甲仙區的一個傳統地域名稱，位於該區北大半部。相較於今日行政區，其範圍大致包括西安里東北端及西北部、和安里東北大半部、東安里、關山里、小林里不含北部中西側凸出部分。

## 歷史
台灣日治初期，東阿里關地區與西鄰西阿里關地區共同組成一個（舊制）街庄，稱為「阿里關庄」，隸屬於楠梓仙溪東里。該庄北與後大埔庄為鄰，東北與楠梓仙溪流域蕃地為鄰，東與荖濃溪流域蕃地為鄰，東南與荖濃庄為鄰，西南邊為大邱園庄楠梓仙溪流域部分、大邱園庄後堀溪流域部分，西邊為竹頭崎庄、龜丹庄、灣坵庄，西北邊為密枝庄。
1901年（日治明治三十四年）11月，全台設置二十廳，該庄隸屬於蕃薯藔廳。1903年（明治三十六年）6月，該庄編入「阿里關區」，隸屬於蕃薯藔廳。1909年（明治四十二年）10月，合併二十廳為十二廳，阿里關區改稱「甲仙埔區」，並改隸屬於阿緱廳。1920年（大正九年），廢十二廳改設五州二廳，該庄以後堀溪、楠梓仙溪分水嶺為界一分為二，位於分水嶺東側的本地區改制並改名為「東阿里關」大字，隸屬於高雄州旗山郡甲仙庄（新制街庄），位於分水嶺西側的地區則改制並改名為「西阿里關」大字，隸屬於臺南州新化郡南化庄（新制街庄）。
戰後甲仙庄改制為甲仙鄉，隸屬於高雄縣，大字亦改制為村。1950年高、屏分治，甲仙鄉仍隸屬於高雄縣。2010年12月25日，因高雄縣市合併為新直轄市高雄市，甲仙鄉改制為甲仙區，村亦改制為里。

## 聚落
本地區發展較早的聚落有甲仙埔（今甲仙）、四社藔、羗黃埔、阿里關（今關山）、蕃仔藔等，在日治期初期的官方地圖上已有記載。此外，本地區尚有小林、五里埔等聚落。

## 交通
省道台20線的部分路段稱為「南部橫貫公路」，是臺南市臺南市區至臺東縣關山鎮德高的幹道（目前並未全線通車），經過本地區甲仙聚落。由該道路西行可前往臺南市南化區、玉井區、左鎮區、山上區南端、新化區等地；東行可前往高雄市六龜區北部、桃源區，並止於梅山口；隨後路段「有條件通車」至中斷點天池。
省道台29線是那瑪夏區達卡努瓦至林園區的幹道，也是楠梓仙溪流域的主要連絡道路，經過本地區小林、五里埔、關山、甲仙等聚落。由該道路北行可前往那瑪夏區；南行可前往杉林區、旗山區、大樹區、大寮區、林園區等地。
區道高128線是甲仙至匏仔寮的道路。
區道高130線是甲仙至內芎蕉的道路。

## 學校
- 甲仙國中
- 甲仙國小
- 小林國小